# Kiełpiny (gmina)
Kiełpiny – dawna gmina wiejska istniejąca w latach 1934–1954 w woj. pomorskim/warszawskim/olsztyńskim (dzisiejsze woj. warmińsko-mazurskie). Siedzibą władz gminy były Kiełpiny.
Gmina zbiorowa Kiełpiny została utworzona w ramach reformy na podstawie ustawy scaleniowej 1 sierpnia 1934 roku w powiecie działdowskim w woj. pomorskim z dotychczasowych jednostkowych gmin wiejskich: Grądy, Gronowo, Kiełpiny, Ostaszewo, Rynek, Tarczyny, Trzcin i Wąpiersk (oraz z obszarów dworskich położonych na tych terenach lecz nie wchodzących w skład gmin). 1 kwietnia 1938 gmina Kiełpiny wraz z całym powiatem działdowskim zostałaprzyłączona do woj. warszawskiego.
Po wojnie gmina zachowała przynależność administracyjną. 6 lipca 1950 roku gmina Kiełpiny wraz z powiatem działdowskim jeszcze raz zmieniła województwo, tym razem przyłączono ją do woj. olsztyńskiego. Według stanu z dnia 1 lipca 1952 roku gmina składała się z 8 gromad: Grądy, Gronowo, Kiełpiny, Ostaszewo, Rynek, Tarczyny, Trzcin i Wąpiersk. Gmina została zniesiona 29 września 1954 roku wraz z reformą wprowadzającą gromady w miejsce gmin. Jednostki nie przywrócono 1 stycznia 1973 roku po reaktywowaniu gmin.